# 독오 동맹

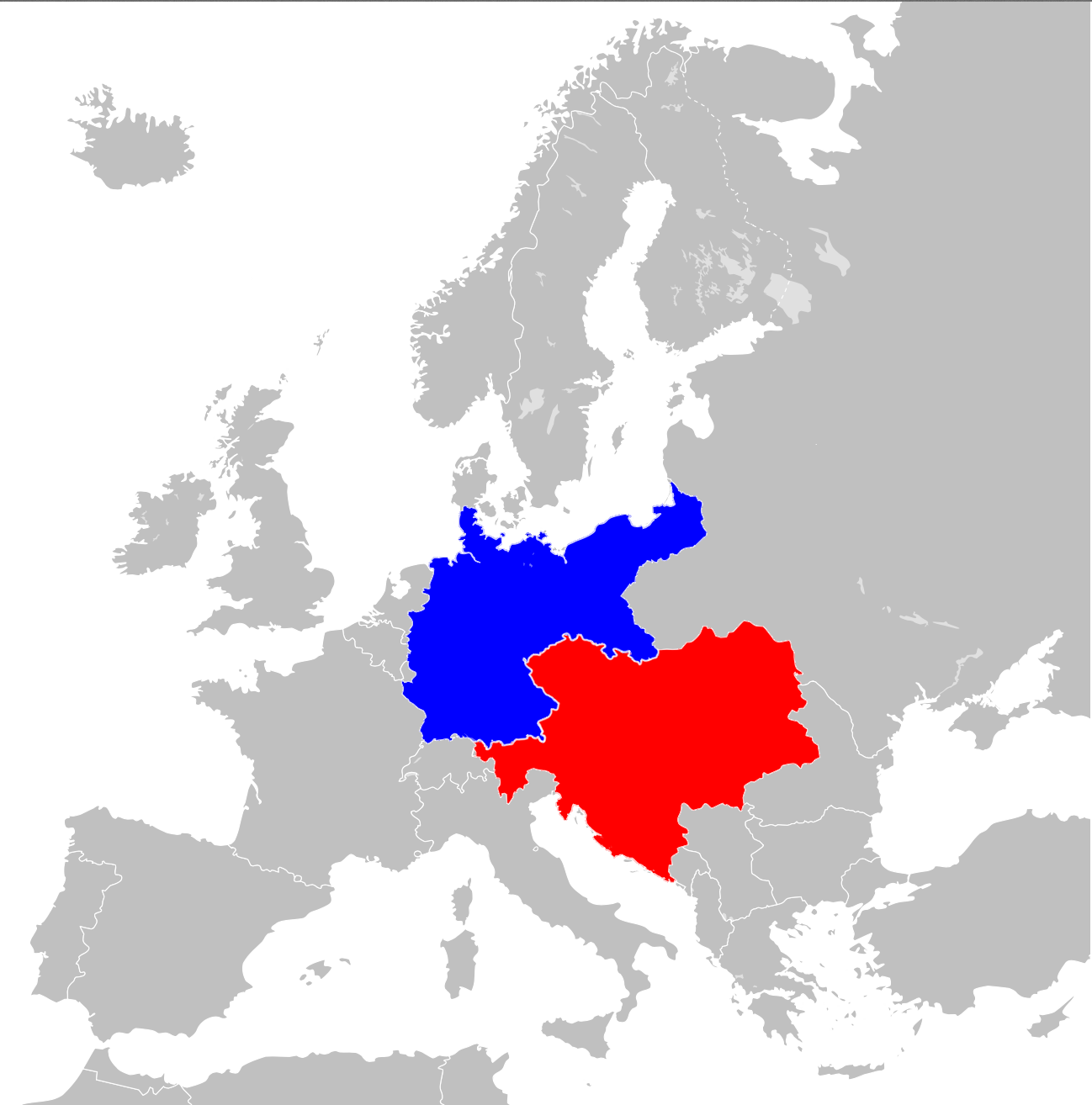
1914년 당시의 독일 제국(파란색)과 오스트리아-헝가리 제국(빨간색)

독오 동맹(獨墺 同盟)은 1879년 10월 7일 독일 제국과 오스트리아-헝가리 제국 사이에서 체결된 군사 동맹이다.
1878년 베를린 회의 이후에 러시아 제국에서 반(反)독일 감정이 고조됨에 따라 독일 제국의 오토 폰 비스마르크는 러시아 제국을 대비하고 한편으로는 오스트리아-헝가리 제국이 러시아 제국이나 프랑스에 접근하는 것을 막기 위해 독일 제국과 오스트리아-헝가리 제국 간의 동맹을 결성했다.
이 동맹은 독일 제국이나 오스트리아-헝가리 제국 가운데 한 쪽이 러시아 제국으로부터 공격을 받을 때 다른 한 쪽은 전력을 다해 원조할 것, 러시아 제국 이외의 제3국으로부터의 공격이 있을 경우에는 호의적인 중립을 지킬 것을 약정했다. 1882년에 결성된 삼국 동맹과 마찬가지로 제1차 세계 대전까지 존속되었다.